# That's the Way (I Like It)
"That's the Way (I Like It)" é uma canção que foi escrita por Casey e Richard Finch, gravado e lançado em 1975 por KC and the Sunshine Band em seu segundo álbum. Esta canção foi considerada um pouco risqué no momento por causa do significado óbvio por trás do título, bem como seu coro com vários "uh-huhs" e seus versos.
A música é em escala menor.

## Gravação
"That's the Way (I Like It)" tornou-se segundo hit #1 da banda  na Billboard Hot 100, e é um dos poucos da história a atingir a primeira posição nesta tabela musical em mais de uma ocasião, durante o período de um mês, como aconteceu entre novembro e dezembro de 1975. Esta canção liderou as paradas pop americana por uma semana, e então foi substituída por "Fly, Robin, Fly" de Silver Convention. "That's the Way (I Like It)" voltou a #1 após de uma semana e completou três semanas no topo. "That's the Way (I Like It)", também passou uma semana em número um na parada Hot Soul Singles. A canção também foi um sucesso nas tabelas internacionais, alcançando #1 no Canadá e na Holanda, e 5ª colocação na tabela da Austrália, 2ª na Bélgica, 20ª na Alemanha, 17ª na Irlanda, 12ª Nova Zelândia, 5ª na Noruega e 21ª Reino Unido.

## Desempenho nas tabelas musicais

### Posições
| Tabela                                   | Picos |
| ---------------------------------------- | ----- |
| Alemanha Media Control                   | 20    |
| Austrália Kent Music Report              | 5     |
| Bélgica VRT Top 30                       | 2     |
| Canadá RPM                               | 1     |
| Estados Unidos Billboard Hot 100         | 1     |
| Estados Unidos Billboard R&B Singles     | 1     |
| Estados Unidos Billboard Dance Club Play | 1     |
| Países Baixos Dutch Top 40               | 1     |
| Irlanda Irish Singles Chart              | 17    |
| Noruega VG-lista                         | 5     |
| Nova Zelândia RIANZ Top 40               | 12    |
| Reino Unido UK Singles Chart             | 4     |
| Suécia                                   | 3     |

## Sucessões
| Precedido por "Island Girl" por Elton John "Fly, Robin, Fly" por Silver Convention | Billboard Hot 100 - Single número 1 22 de novembro de 1975 (1 semana) 20 de dezembro de 1975 (1 semana) | Sucedido por "Fly, Robin, Fly" por Silver Convention "Let's Do It Again" por The Staple Singers |
| Precedido por "Let's Do It Again" por The Staple Singers                           | Billboard Hot Soul Singles - Single número 1 29 de novembro de 1975                                     | Sucedido por "I Love Music" por The O'Jays                                                      |
| Precedido por "Black Superman" por Johnny Wakelin                                  | Canadian RPM- Single número 1 13 de dezembro, 1975 – 3 de janeiro de 1976                               | Sucedido por "Saturday Night" por Bay City Rollers                                              |
| Precedido por "Dansez maintenant" por Dave                                         | Dutch Top 40- Single número 1 29 de novembro de 1975 – 6 de dezembro de 1975                            | Sucedido por "Mississippi" por Pussycat                                                         |

## Covers
- Em 1991 - pela banda Trenchmouth, para a compilação 20 Explosive Dynamic Super Smash Hit Explosions!;
- Em 1995 - pelo projeto de eurodance Tears n' Joy;
- Em 1995 - pelo grupo de eurodance Double You;
- Em 1996 - Spin Doctors e Biz Markie gravaram uma versão música para a trilha sonora de Space Jam;
- Em 2004 - a banda Westlife interpretou essa música durante a Turnaround Tour;
- Em 2010 - essa canção foi gravada por Eytan para o filme da MTV Turn the Beat Around.
- Em 2011 - o rapper 50 Cent usou parte da música em I Just Wanna  (feat. Tony Yayo).